# Pietralata

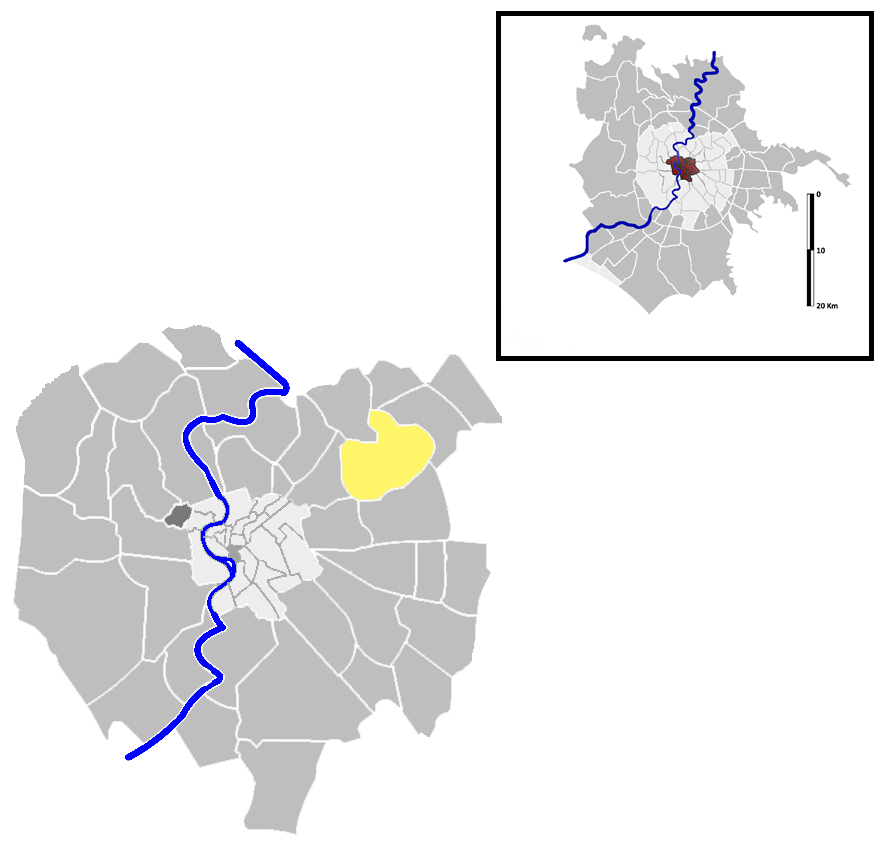
Localisation de Pietralata sur la carte administrative de Rome.

Pietralata est un quartiere (quartier) situé au nord-est de Rome en Italie. Il est désigné dans la nomenclature administrative par Q.XXI et fait partie du Municipio IV. Sa population est de 36 752 habitants répartis sur une superficie de 5,965 5 km2.
Il forme également une « zone urbanistique » désigné par le code 5.g, qui compte en 2010 : 14 876 habitants.

## Lieux particuliers
- Via Tiburtina
- Aqueduc de l'Aqua Virgo
- Fort Pietralata
- Gare de Roma Tiburtina et sa gare routière
- Église San Michele Arcangelo a Pietralata
- Église Santa Maria del Soccorso
- Église Sant'Atanasio a Via Tiburtina
- Église San Romano Martire

## Au cinéma
Le quartier a donné son nom au film dramatique italien de 2008 Pietralata réalisé par Gianni Leacche (de).